# 가짜신선타령
《가짜신선타령》은 한국의 판소리 열두 판(열두 바탕, 열두 마당) 중의 하나이다. 이 작품을 빼고 대신 《숙영낭자전》을 거론하기도 한다.
현재 음악은 물론 가사도 전하지 않지만 송만재의 〈관우희〉(觀優戱)에 근거하여 이혜구가 '가짜신선타령'이라고 명명하였다. 또, 〈관우희〉에 짧막하게 줄거리가 소개되고 있다.
정노식의 《조선창극사》(朝鮮唱劇史)에는 가짜신선타령 대신 《숙영낭자전》이 열두마당의 하나로 기록되어 있다.
금강탄유록의 줄거리가 이 작품의 줄거리와의 유사성을 보이는데, 여기서 가짜신선타령의 미적 특질 역시 희극미 중심일것을 추론할 수 있다.

## 줄거리
《가짜신선타령》의 내용을 알 수 있는 유일한 자료가 송만재의 「관우희」뿐이라 줄거리를 정확히 알 수 없지만 여기에 나온 내용만 요약하자면 다음과 같다.
어떤 어리석은 자가 신선이 되고파 금강산에 들어가 늙은 선사에게 신선이 된다는 천일주를 받아 먹었지만, 결국 신선이 되지 못 했다는 줄거리이다.